# Arsenal art contemporain
Pour les articles homonymes, voir Arsenal (homonymie).
Arsenal art contemporain est un centre d'art contemporain situé à Montréal, dans le secteur Griffintown de l'arrondissement Le Sud-Ouest.

## Histoire
Arsenal art contemporain est inauguré le 14 mai 2011 à l'initiative des collectionneurs Pierre et Anne-Marie Trahan qui souhaitent devenir acteurs dans la diffusion, la promotion et le développement de la création artistique contemporaine au Canada et à l’international. Le centre est installé dans un édifice de plus de 7 400 mètres carrés construit en 1846 et qui faisait autrefois partie du chantier naval Marine Works Canada, fondé en 1845 par Augustin Cantin. Le chantier sera très actif entre 1846 et 1885, étant le plus grand chantier naval de Montréal, construisant plusieurs centaines de vaisseaux. Les activités du chantier cessent en 1952. L'intérieur restauré du bâtiment témoigne encore de son passé industriel. Depuis la conversion du bâtiment en 2011, Arsenal art contemporain propose une programmation interdisciplinaire à l’image des mouvements artistiques du XXIe siècle. Arsenal art contemporain abrite ainsi plusieurs collections privées, des studios d’artistes, des espaces d’expositions, mais est aussi le théâtre d’événements corporatifs, privés et philanthropiques.
L'Arsenal abrite également la collection privée Majudia, la galerie privée Division et un local offert à un artiste en résidence. En 2013, en association avec le Musée d'art contemporain de Montréal, le concours Les Ateliers a été lancé pour favoriser la relève artistique en art contemporain.
Depuis 2013, Arsenal art contemporain possède un espace d'exposition à Toronto dans un ancien séchoir à bois construit en 1939 par la compagnie Ontario Hardwood Products.
En 2017, Arsenal art contemporain ouvre un espace satellite à New York.

## Collection Majudia
Lancée en 2008 par Pierre et Anne-Marie Trahan, la collection Majudia est une collection privée basée à Montréal dont le but est de parrainer et soutenir le travail d’artistes contemporains canadiens et internationaux. La collection compte à ce jour plus de 1600 œuvres de toutes les disciplines, et ses efforts philanthropiques s’étendent aussi bien aux arts de la scène qu’aux arts visuels. Représentant des artistes émergents et d’autres plus établis, les œuvres de collection Majudia sont régulièrement présentées aux Arsenal Art Contemporain de Montréal, Toronto et New York.

## Programmation culturelle
Arsenal art contemporain de Montreal développe son action culturelle en s’alignant sur les principes qui dictent sa mission. Les activités culturelles sont créées et repensées en fonction des diverses expositions présentées, mais aussi de manière à faire découvrir les expositions permanentes sous un nouvel angle.
- Des rendez-vous culturels, des évènements qui ont pour but de promouvoir les œuvres d’art, les artistes et des expositions de manière ludique, d’offrir une approche différente pour découvrir l’art contemporain et permettre à un plus grand nombre d’accéder à toutes formes de créations contemporaines.
- Arsenal art contemporain s’investit dans la découverte de l’art contemporain auprès d'un jeune public par des activités de création et des visites guidées aux groupes scolaires plus âgés.

## Principaux événements
Depuis sa fondation, Arsenal Art Contemporain de Montréal, outre des expositions régulières d'envergure consacrées au travail d'un artiste établi, le centre a été l'hôte de plusieurs manifestations importantes pour la vie culturelle de Montréal.
- 2011 : Le Mois de la Photo.
- 2013 : Semaine de mode de Montréal.
- 2014 : Viva Lorca!, événement musical en hommage à Federico Garcia Lorca.
- 2014 : Association au Musée d'art contemporain de Montréal dans le cadre de son 50e anniversaire, pour produire des expositions sur de jeunes artistes et une série documentaire Les Contemporains présentée sur les ondes d'ICI ARTV.
- 2015 : C2 Montréal, conférence internationale annuelle consacrée à l'innovation et à la créativité.
- 2015 : Le Grand Soir dans le cadre du Grand Prix automobile du Canada.
- 2022 : L'EXPOSITION PINK FLOYD : Their Mortal Remains

L'endroit accueille également des événements bénéfices pour des organismes comme l'Institut de Cardiologie de Montréal, le Musée d'art contemporain de Montréal, le Musée McCord, Moisson Montréal, Les Ballets Jazz de Montréal.